# Schefflerodendron gilbertianum
Schefflerodendron gilbertianum är en ärtväxtart som beskrevs av J.Leonard och Lat.-marl.. Schefflerodendron gilbertianum ingår i släktet Schefflerodendron och familjen ärtväxter. Inga underarter finns listade i Catalogue of Life.